# Olivia O'Toole
Olivia Christina O'Toole (Dublín, Irlanda; 25 de febrero de 1971) es una exfutbolista irlandesa que jugaba como delantera. Hizo su debut para la Selección femenina de fútbol de Irlanda en 1991, siendo capitana del equipo antes de retirarse en 2009. Con más de 130 partidos, es quien ha tenido más participaciones en la selección irlandesa, incluyendo hombres y mujeres. El récord de O'Toole' de 54 goles internacionales fue alcanzado por Robbie Keane en septiembre de 2012.
Elegida tres veces Jugadora Internacional del Año, la Asociación de Fútbol de Irlanda (FAI) describió a O'Toole como: "Famosa por su imprevisibilidad y un amplio rango de recursos, la visión de Olivia para anotar y el mágico pie izquierdo mágico la destacan como uno de los mayores talentos de Irlanda en cualquier nivel."

## Carrera en clubes
Nacido y criada en el área de la Calle Sheriff en el Norte de Dublín, O'Toole empezó a jugar con el equipo de chicos Sheriff YC a los seis años. Siendo la única mujer en el equipo,  tenía un vestuario separado en la base del club ubicada en Fairview. Este arreglo continuó, siendo apoyada ampliamente por sus compañeros de equipo, pero algunos jugadores contrarios se oponían a jugar contra una chica.  A los 14 años, se le prohibió a O'Toole jugar con chicos y estuvo dos años sin jugar antes de unirse al Drumcondra FC a los 16.
O'Toole obtuvo ocho medallas en la Copa Femenina de la FAI y nueve campeonatos de Liga durante su carrera de clubes jugando para Blacklion, Castle Rovers, Shamrock Rovers y Raheny United. En la Liga de Campeones femenina de la UEFA 2002-03 , O'Toole anotó en los tres partidos del Shamrock Rovers: contra ŽNK Osijek, ŽFK Mašinac y FFC Frankfurt.
Después de su retiro del fútbol sénior de clubes, O'Toole jugó para North Wall la Copa Intermedia de DWSL de 2010. Anotó dos veces en una victoria 4–0 sobre St Patrick's Athletic en el Saint Anne's Park en junio de 2010. En junio de 2012 hace una aparición en el segundo tiempo para St Catherine, anotando dos veces para salvar un punto en un empate 4–4 sorteo en Bealnamulla.

## Carrera internacional
O'Toole anotó el gol ganador en su debut en la selección de Irlanda, un 1–0 en la eliminatoria para el Campeonato Femenino de la UEFA, ganando a España. El partido se jugó en Lucena, Córdoba, el 8 de diciembre de 1991. A pesar de aquel inicio brillante, Irlanda acabó la campaña con una derrota 10–0 derrota ante Suecia en Borås, después de lo cual la FAI retiró al equipo de la eliminatoria de 1995 para implementar un plan de desarrollo.
En mayo de 2007 O'Toole anotó su 50.º gol para Irlanda en la derrtoa 2–1 ante Italia en Belfield Park en un partido eliminatorio para la Euro 2009. O'Toole había quedad estancada en los 49 goles desde la victoria 2–1 ante Suiza en abril de 2006.
O'Toole anotó el único gol de Irlanda en la victoria amistosa ante las damas de Arsenal en febrero de 2008. Se retiró del fútbol internacional en febrero de 2009, anotando un gol y dando dos asistencias en la victoria 3-0 ante Reading, en un amistoso jugado para marcar el retiro de O'Toole, Claire Scanlan y Sharon Boyle.
En 2010 O'Toole recibió el premio al Mérito Especial en los premios Fútbol Internacional de la FAI. Asistió a la Eurocopa 2012 apoyando a Irlanda y esperando que, durante el torneo, Robbie Keane, que contaba con 53 goles internacionales, pudiera batir su récord de 54.
La portera de Irlabda y Arsenal, Emma Byrne, señaló a la "sorprendentemente talentosa" O'Toole junto a Kelly Smith como la mejor futbolista con la que ha jugado. Siendo consultada por el sitio web del Arsenal sobre la jugadora que más la inspiraba, Niamh Fahey eligió a O'Toole: "una ex jugadora de Irlanda de mucha elegancia, que tenía un deseo enorme de ganar y también una gran personalidad."

## Vida personal
O'Toole era una de siete hermanos hijos de Mary O'Brien y Patrick O'Toole, nacidos en Sheriff Street, una zona complicada del interior de la ciudad de Dublín. La familia tenía problemas económicos y serios problemas sociales endémicos al barrio. En 2008, la hermana más pequeñas de Olivia publicó su libro: Heroin: A True Story of Drug Addiction, Hope and Triumph (Heroína: una historia verdadera de adicción, esperanza y triunfo), que detalla su propia lucha para recuperarse de la drogadicción.
En junio de 2007, el Alcalde Dublín, Aodhán Ó Ríordáin, anunció planes para honrar a O'Toole con un retrato y una placa en su centro comunal: "ella ha brindad un increíble servicio voluntario a esta comunidad enseñando fútbol y es un fantástico ejemplo a seguir para las personas jóvenes del lugar." O'Toole Había asistido a la Escuela de Chicas St Laurence O'Toole, donde Ó Ríordáin empezó a enseñar en 2000. El torneo interno de fútbol de Dublín fue renombrado como Copa Olivia O'Toole en 2008.
En 2012, O'Toole estaba empleado por el Consejo de la Ciudad de Dublín como trabajadora de juegos y recreación y continuaba enseñando fútbol a jóvenes su nativa Sheriff Street. En junio de 2012 participó en la el recorrido de la antorcha olímpica, un honor al que describió como superior a todos sus logros en fútbol. Llevar la antorcha a través de su propia comunidad hizo a O'Toole estar particularmente orgullosa: "Sheriff Street no ha tenido la mejor reputación en cuanto a problemas, pero para mí  es mi hogar y hacerlo delante de todos mis amigos y familiares y de la comunidad es brillante."
O'Toole sigue siendo amiga cercana de su compañera del equipo olímpico irlandés, la campeona de boxeo Olímpico Katie Taylor.